# Spathidosepion papillatum
Spathidosepion papillatum (лат.) — вид головоногих из рода Doratosepion семейства настоящие каракатицы отряда каракатицы.
Обитает в юго-восточной части Атлантического океана и юго-западной части Индийского океана. Его естественный ареал простирается от залива Людериц в Южной Африке до побережья провинции Квазулу-Натал у рек Тугела и Умвоти. Он также присутствует в Маскаренском хребте. Обитает на глубинах от 26 до 210 м.
Spathidosepion papillatum вырастает до длины мантии 140 мм. Донное животное. Безвреден для человека и не является объектом промысла. Для оценки охранного статуса вида недостаточно данных.
Типовой экземпляр был собран недалеко от мыса Доброй Надежды в Южной Африке. Он хранится в Национальном музее естественной истории в Париже.